# زرنباد
الزُّرُنْبَاد أو الزُّرُنْبَة أو زنجبيل مخزني هو نوع من النباتات في فصيلة الزنجبيل. تطول السيقان الورقية نحو 1.2 مترًا. ينشأ من آسيا ، ولكن يمكن العثور عليه في العديد من البلدان الاستوائية. مضغه يعطر الفم ويزيل روائح الخمر والبصل وما أشبه. أزهاره هامية كبيرة القد كبريتية اللون.
يستخدم جذمور مُطعِّمًا ومقبلًا في العديد من المطابخ واستخدمت مستخلصات جذموره في طب الأعشاب.

## معرض الصور

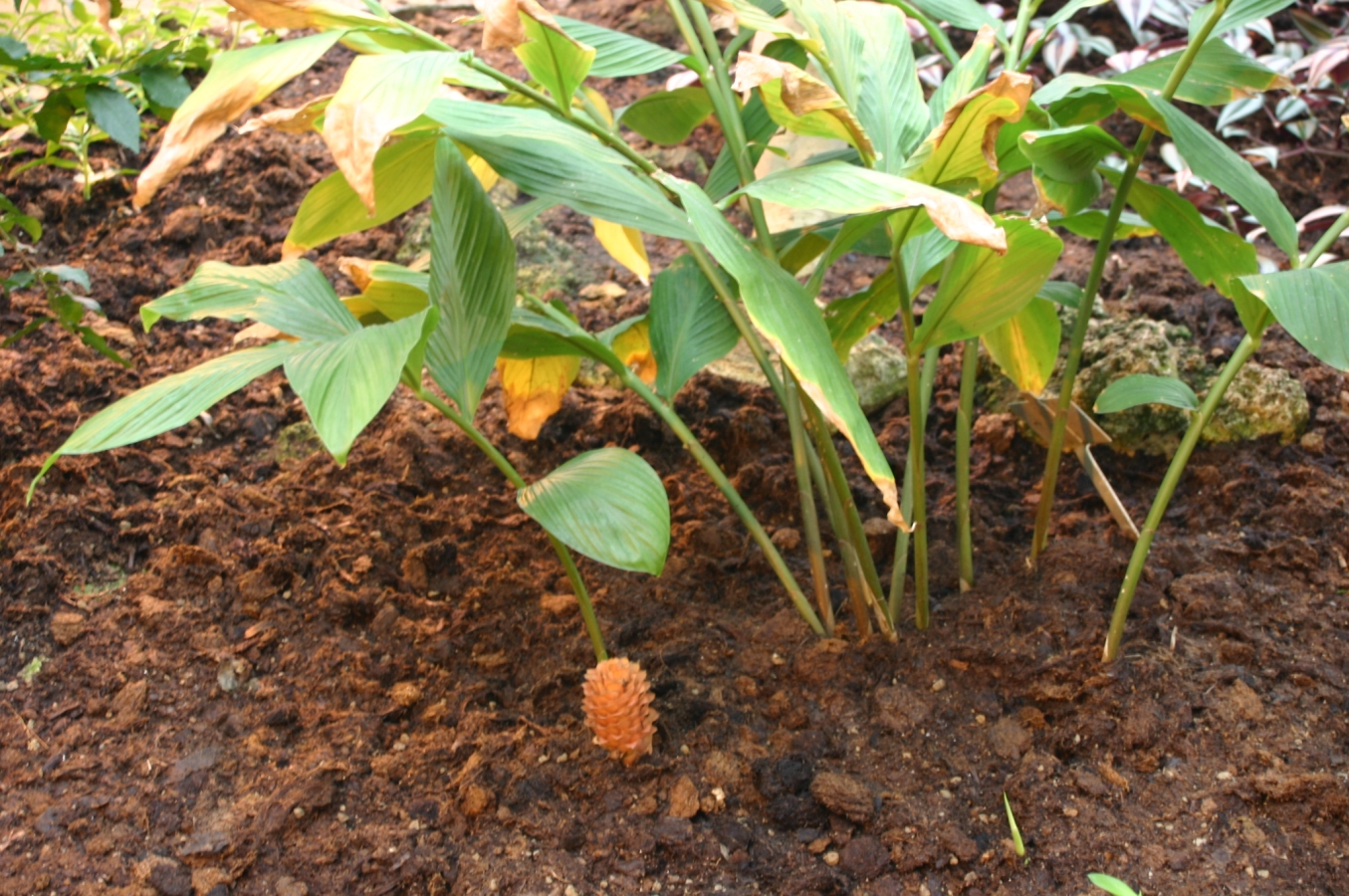
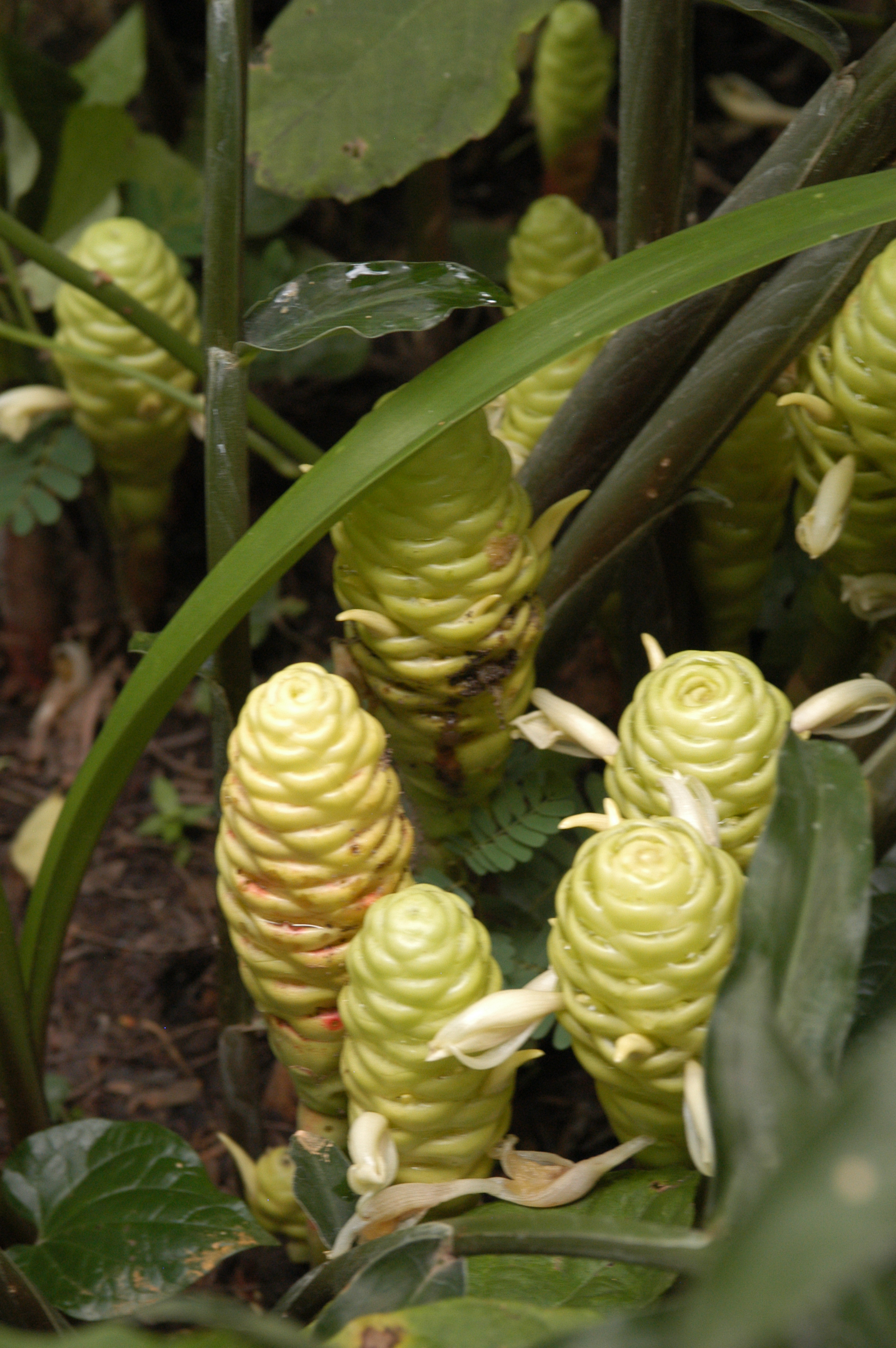
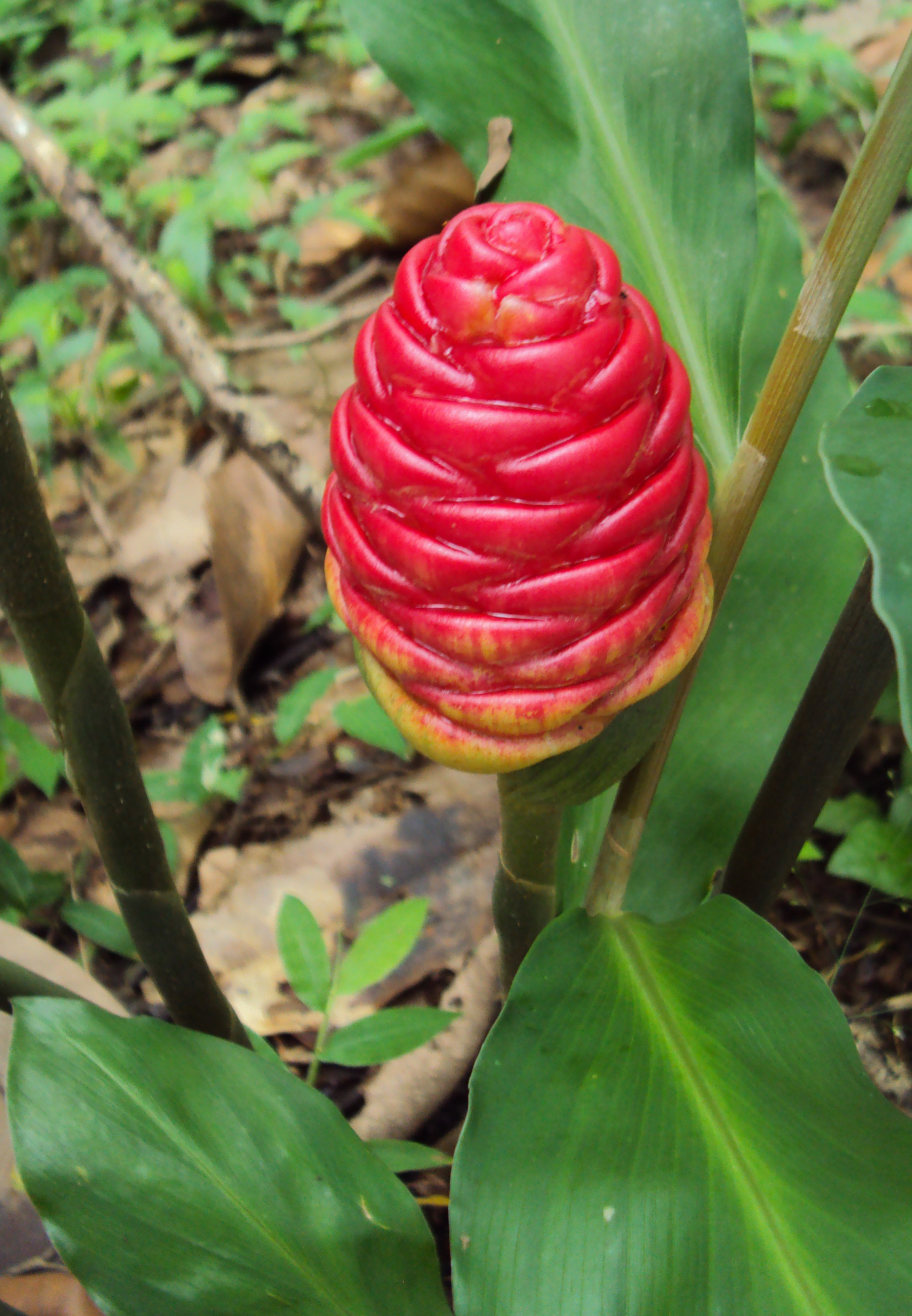

## أنظر أيضًا
- النباتات والحيوانات المستأنسة في أسترنزية